# 타카하시 메리준

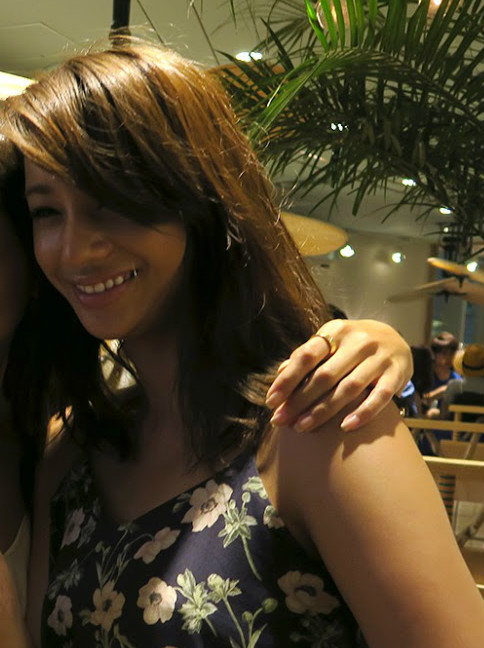

타카하시 메리준(Maryjun Takahashi, 1987년 11월 8일 ~ )은 일본의 패션 모델, 배우, 모델이다.
시가현에서 태어났다.

## 방송
- 나의 가정부 나기사 씨
- 행렬의 여신 ~라면 서유기~
- 다잉 아이
- 인생이 즐거워지는 행복의 법칙
- 새로운 왕